# Mount Darbyshire
Mount Darbyshire ist ein 2100 m hoher, markanter und unverschneiter Berg im ostantarktischen Viktorialand. Er ragt unmittelbar westlich der Warren Range auf.
Der United States Geological Survey kartierte ihn anhand eigener Vermessungen und Luftaufnahmen der United States Navy aus den Jahren von 1956 bis 1961. Das Advisory Committee on Antarctic Names benannte ihn 1964 nach Major Leslie Lawrence Darbyshire (* 1929) vom United States Marine Corps, Pilot der Flugstaffel VX-6 von 1960 bis 1961 und von 1961 bis 1962.